# Billingborough
Billingborough è un paese del Kesteven meridionale nel distretto del Lincolnshire, in Inghilterra, circa 10 miglia a nord di Bourne e 10 miglia sud di Sleaford lungo la B1177 tra Horbling e Pointon, appena a sud della A52.
Il nome del paese deriva da una tribù, Billings, che invase il paese dopo la dominazione romana. La chiesa parrocchiale è St. Andrew's.
Billingborough si trova all'estremo della regione chiamata The Fens.